# Blizzard Heights
Die Blizzard Heights sind ein längliches, abgeflachtes und 550 m über das umgebende vereiste Gelände hinausragendes Plateau in der ostantarktischen Ross Dependency. In den Marshall Mountains liegt die 3 km lange Formation 3 km nordwestlich des Blizzard Peak, von dem sie durch einen verschneiten Sattel getrennt ist.
Mitglieder einer Mannschaft der Ohio State University, welche die Königin-Alexandra-Kette zwischen 1966 und 1967 erkundete, benannte die Anhöhen nach ihrer Nähe zum Blizzard Peak.